# Dalodesmus hamatus
Dalodesmus hamatus är en mångfotingart som först beskrevs av Brandt 1841.  Dalodesmus hamatus ingår i släktet Dalodesmus och familjen Dalodesmidae. Inga underarter finns listade i Catalogue of Life.